# Dorogi Szénmedence Sportjáért Közalapítvány
A Dorogi Szénmedence Sportjáért Közalapítvány Dorog város egyik közhasznú alapítványa, amelyet 1994 április 15-én Dorog Város Önkormányzata és a Dorogi Szénbányák "FA" hozott létre. Az alapító okiratot dr. Dávid Anna polgármester és Vadász Endre felszámolóbiztos írta alá. Célja a dorogi szénmedencében a verseny-, a diák-, a szabadidősport és szervezeteik támogatása, továbbá a város sportjának támogatása, egészségmegőrzésre való nevelés és a sportra vonatkozó önkormányzati feladatok teljesítéséhez a szervezés, valamint a vagyonkezelés.
Az alapítvány székhelye: Dorog, Bécsi u. 71. Tulajdonát képezi a Buzánszky Jenő Stadion és sporttelep minden létesítménye, valamint a Fekete-hegyi turistaház.
Az alapítványt a kuratóriumi tagok vezetik, illetve irányítják. A kuratórium nyolc főből tevődik össze, köztük az elnökkel és az ellenőrző bizottság tagjaival. A kuratóriumi mandátum négy évre szól. Minden negyedik évben, az önkormányzati választásokat követően, a felállt új képviselő testület választja meg. Az alapítvány létrejötte óta dr. Bartalos József, Buzánszky Jenő és Bakonyi István mindvégig tagjai voltak. Az alapítvány titkára és a jegyzőkönyvek készítője Klinger Vilmosné.

## Elnökség, kuratóriumi tagok

### Az első kuratóriumi tagok (1994–1998)
- Kövecs Károly elnök
- Buzánszky Jenő
- Bakonyi István
- Dr. Bartalos József
- Deák Ferenc
- Matyók László
- Wágner Ferenc

### Kuratóriumi tagok1998–2002között
- Dr. Bartalos József elnök
- Buzánszky Jenő
- Bakonyi István
- Deák Ferenc
- Krecskovszi Ferenc
- Egri Tibor
- Szax Róbert
- Horváth Péter

### Kuratóriumi tagok2002–2006között
- Bakonyi István elnök
- Buzánszky Jenő
- Dr. Bartalos József
- Deák Ferenc
- Krecskovszi Ferenc
- Horváth Péter
- Egri Tibor
- Szabó Gyula

### Kuratóriumi tagok2006–2010között
- Dr. Bartalos József elnök
- Bakonyi István
- Buzánszky Jenő
- Wágner Zsolt
- Krecskovszi Ferenc
- Szax Róbert
- Egri Tibor
- Szabó Gyula, majd Mayer László (*)

(*): Szabó Gyula másodszori megválasztása után, külföldre történő távozása miatt lemondott tisztségéről. Helyére a Dorogi FC elnökhelyettesét, Mayer Lászlót delegálták.

### Kuratóriumi tagok2010–2014között
- Bakonyi István elnök, majd Sitku Pál*
- Dr. Bartalos József
- Buzánszky Jenő
- Wágner Zsolt
- Krecskovszi Ferenc
- Szax Róbert
- Horváth Péter
- Mayer László
- (*): Bakonyi István 2014 nyarán bekövetkezett halála miatt a megüresedett tisztre Sitku Pál, a Dorogi FC elnökségi tagja lett megválasztva

### Jelenlegi kuratóriumi tagok2014óta
- Sitku Pál elnök
- Dr. Bartalos József
- Buzánszky Jenő, majd Szekér Zoltán*
- Wágner Zsolt
- Krecskovszi Ferenc
- Szax Róbert
- Horváth Péter
- Mayer László
- Egri Tibor
- (*): Buzánszky Jenő 2015 év elején bekövetkezett halála miatt a megüresedett tisztre Szekér Zoltán, a Dorog Város Egyesített Sportintézményének vezetője lett megválasztva

## Jelentősebb tevékenységek
- A sporttelep valamennyi létesítményét érintő fűtésrendszer beruházás, gázfűtésre való átállás
- A Dorogi Sportmúzeum megnyitásának, majd fejlesztésének támogatása
- A Dorogi FC 85-, majd 90 éves évfordulója alkalmából rendezett ünnepség
- A Millenniumi ünnepség
- A stadion rekonstrukció alkalmából szervezett ünnepség
- A sportcsarnok tetőszerkezetének felújítása
- A Dorogi sporttörténet című kiadvány támogatása
- A stadion gyepszőnyegének cseréje
- A centenáriumi beruházások és ünnepségek
- A Birkózócsarnok megvalósulása és a sportcsarnok felújítása